# Municipio de Oakwood (Dakota del Sur)
El municipio de Oakwood (en inglés: Oakwood Township) es un municipio ubicado en el condado de Brookings en el estado estadounidense de Dakota del Sur. En el año 2010 tenía una población de 189 habitantes y una densidad poblacional de 2,07 personas por km².

## Geografía
El municipio de Oakwood se encuentra ubicado en las coordenadas 44°24′24″N 96°57′33″O / 44.40667, -96.95917. Según la Oficina del Censo de los Estados Unidos, el municipio tiene una superficie total de 91.18 km², de la cual 83,99 km² corresponden a tierra firme y (7,89 %) 7,2 km² es agua.

## Demografía
Según el censo de 2010, había 189 personas residiendo en el municipio de Oakwood. La densidad de población era de 2,07 hab./km². De los 189 habitantes, el municipio de Oakwood estaba compuesto por el 96,83 % blancos, el 1,06 % eran afroamericanos, el 0,53 % eran amerindios y el 1,59 % eran de una mezcla de razas. Del total de la población el 0,53 % eran hispanos o latinos de cualquier raza.